# São José de Ribamar
São José de Ribamar é o terceiro município mais populoso do estado brasileiro do Maranhão. Sua população é de 244.579 habitantes segundo censo do IBGE em 2022. Pertence à Região Metropolitana de São Luís. É um dos quatro municípios que integram a ilha de Upaon-Açu. Situada no extremo leste da Ilha, de frente para a Baía de São José, dista cerca de 32 quilômetros do centro da capital maranhense.
O nome da cidade se deu pela lenda ao qual São José veio pelas águas através de um capitão português, o qual foi salvo de um naufrágio graças a fé em São José, tendo os índios da tribo Damasceno contribuído com a denominação de São José de Ari-bamar, e que, ao logo do tempo, o nome foi mudado para São José de Ribamar, que carinhosamente o povo católico reconheceu como o padroeiro do Maranhão. Na cidade de Ribamar encontra-se um dos santuários mais importantes do Norte-Nordeste.

## História
O atual território do município era área tradicional da etnia indígena dos gamelas. Posteriormente as terras passaram para a Companhia de Jesus, doadas por datas e sesmarias pelo governador do Maranhão, Francisco Coelho de Carvalho, em dezembro de 1627.
Em 1757, por meio de um alvará, o governador Gonçalo Pereira Lobato Souza restitui a liberdade aos indígenas, concedendo-lhes a terra e ordena a construção de casas para a fixação de casais, recebendo a titulação de "lugar".
Foi elevado à categoria de vila, com a denominação de São José de Ribamar através da Lei Estadual n.º 636, de 1913, sendo desmembrado de São Luís.  Por sucessivas vezes, o município foi extinto e restaurado até que, em 1952, foi restabelecido definitivamente, com o nome de Ribamar.
Com a Lei Estadual n.º 2.980 de 1969, passou a se denominar como São José de Ribamar, em homenagem ao padroeiro do município.
O município é constituído de 2 distritos: São José de Ribamar e Mata.

## Geografia

### Relevo
O relevo da ilha de Upaon-açu apresenta baixa altitude, com baixos platôs dissecados e colinas tabulares, com cotas variando entre 20 e 60 metros.

### Clima
O município possui clima tropical, quente e úmido, com temperatura média variando entre 25 e 33 graus. Apresenta dois períodos distintos: um chuvoso, de dezembro a julho, e outro seco, de agosto a novembro.

### Hidrografia
As principais bacias hidrográficas são as dos rios Paciência, Santo Antônio, Jeniparana e Guarapiranga, que guardam importância para pesca, agricultura, transporte e lazer, mas que se encontram comprometidos em razão da poluição causada pela expansão da rede de esgotamento sanitário.

### Vegetação e biodiversidade
Em São José de Ribamar, a vegetação predominante são os manguezais, vegetação perenifólia e as palmeiras (como as juçareiras).
Entre os animais encontrados estão: guará, garça (azul e branca), gavião-carijó, socó, maçarico, coruja-das-torres, pato-do-mato, irerê, bem-te-vi, maritaca, pica-pau, gaivotas, peixe-boi-marinho, bicho-preguiça, macaco-prego, mão-pelada, boto-cinza, cutia, paca, tatu, jiboia, jararaca, jacaré, iguana, tartarugas-marinhas, sapo-cururu e rã-assoviadeira.

## Economia
O PIB do município ficou, em 2018, em R$ 2.214.116, correspondendo a 2,2% do PIB do Maranhão em 2018 (o quinto maior PIB do estado).
A distribuição setorial do PIB em 2018 ficou: Agropecuária (1,0%), Indústria (10,6%) e Serviços (88,4%).
Na indústria, as principais atividades foram a construção de edifícios e transmissão e distribuição de energia elétrica.

## Infraestrutura

### Transporte coletivo
A Agência Estadual de Mobilidade Urbana (MOB) dispõe de 66 linhas de ônibus semiurbanos que operam entre os municípios de São Luís, São José de Ribamar, Raposa e Paço do Lumiar.
Há também três linhas de ônibus do Expresso Metropolitano circulando entre os quatro municípios da ilha.

### Rodovias
A Estrada de Ribamar tem início no bairro do Anil, em São Luís, vai até a cidade de São José de Ribamar.
Alguns dos bairros atravessados por ela são: Anil, Aurora, Planalto e Forquilha (São Luís); Maiobinha, Vila Kiola, Vila Sarney Filho, Vila Nojosa, Vila São José, Moropoia (São José de Ribamar); Lima Verde, Maiobão, Tambaú, Paranã, Pau Deitado (Paço do Lumiar). O Cemitério Jardim da Paz, o Pátio Norte Shopping e o Wang Park também se localizam na rodovia.
A Estrada de Ribamar também funciona parcialmente como linha divisória entre os municípios de Paço do Lumiar e São José de Ribamar. No lado norte, fica Paço do Lumiar e, no lado sul, São José de Ribamar.
A Estrada da Maioba (MA-202) se inicia na interligação com a Estrada de Ribamar na região conhecida como Forquilhinha, e vai até a rodovia MA-204 (trecho da Avenida General Arthur Carvalho), no Parque Tiago Aroso, ficando paralela ao rio Paciência.
A MA-202 passa bairros: Forquilha (São Luís), Parque Santa Luzia, Cohatrac V, Jardim Araçagy, Itaguará, Alvorada, Trizidela da Maioba, Novo Cohatrac (São José de Ribamar); Maioba, Vila São José, Maioba do Jenipapeiro, Parque Tiago Aroso (Paço do Lumiar), dentre outros.

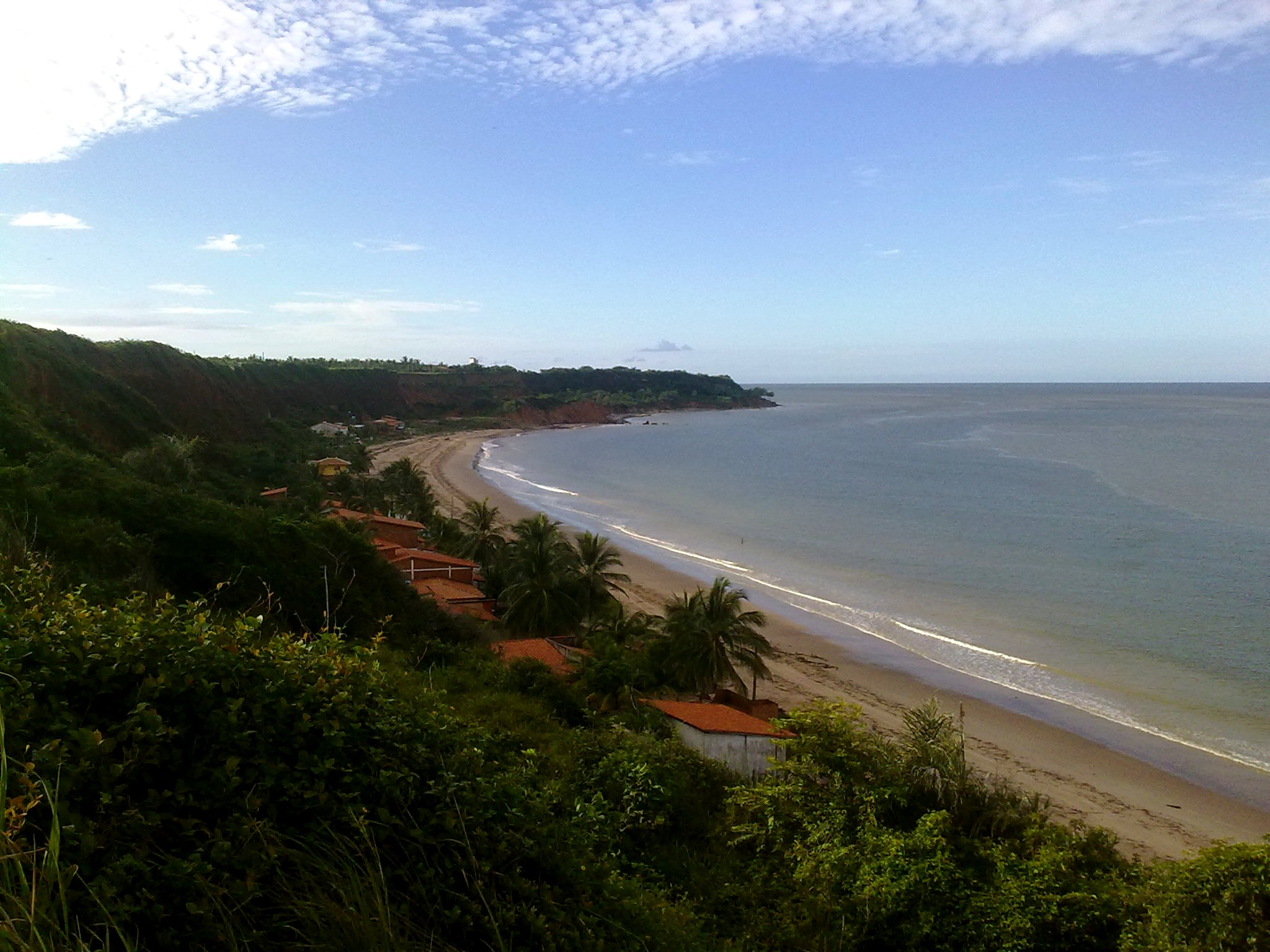
Praia da Ponta-verde

### Educação
O município dispõe de:
- um campus do Instituto Federal do Maranhão (IFMA), ofertando cursos técnicos e de nível superior.[21]
- uma unidade plena do Instituto Estadual do Maranhão (IEMA), que promove educação profissional técnica de nível médio.[22]

O Liceu Ribamarense é uma instituição de ensino municipal de tempo integral, contando com três unidades, atendendo o ensino fundamental e infantil, com grande destaque no IDEB no estado.
Em 2010, a taxa de escolarização de 6 a 14 anos de idade era de 97,1%. Na comparação com outros municípios do Estado, ficava na posição 86 de 217. Já na comparação com município de todo o Brasil, ficava na posição 3514 de 5570.

### Saúde
Dentre as unidades de saúde do município, se destacam a UPA 24 Horas Araçagy, a UPA 24 Horas Parque Vitória, o Hospital Municipal e Maternidade de São José de Ribamar, o Centro de Especialidades e Diagnóstico - CED e o Hospital São Domingos - Unidade Pátio Norte.
A taxa de mortalidade infantil média no município é de 17,36 para 1000 nascidos vivos. As internações devido a diarreias são de 3,7 para cada 1000 habitantes. Comparando-se com todos os municípios do Estado, fica nas posições 78 de 217 e 146 de 217. Quando comparado a todos os municípios do Brasil, essas posições são de 1496 de 5570 e 2327 de 5570.

### Demografia
Em 2022, a população era de 244.579 habitantes e densidade demográfica era de 1.356,04 habitantes por quilômetro quadrado. Comparando-se com outros municípios do estado, ficava nas posições 3 e 2 de 217. Já na comparação com municípios de toda Brasil, ficava nas posições 119 e 83 de 5570.

### Comunicações
Dentre as emissoras com concessão ou sede no município e que atendem a região metropolitana, estão:

#### Televisão
- TV Bandeirantes Maranhão [27]

#### Rádio
- Mais FM [27]
- Massa FM [27]
- 92 FM [27]

## Política
O Poder Legislativo de São José de Ribamar é exercido pela Câmara Municipal, composta de 21 vereadores.
O Poder Executivo é exercido pela Prefeitura de São José de Ribamar, e é representado pelo prefeito, vice-prefeito e secretários municipais.

O município é termo judiciário da Comarca da Ilha de São Luís, com o Fórum Des. Lauro de Berredo Martins, além de contar representantes do Ministério Público do Maranhão e da Defensoria Pública do Estado.

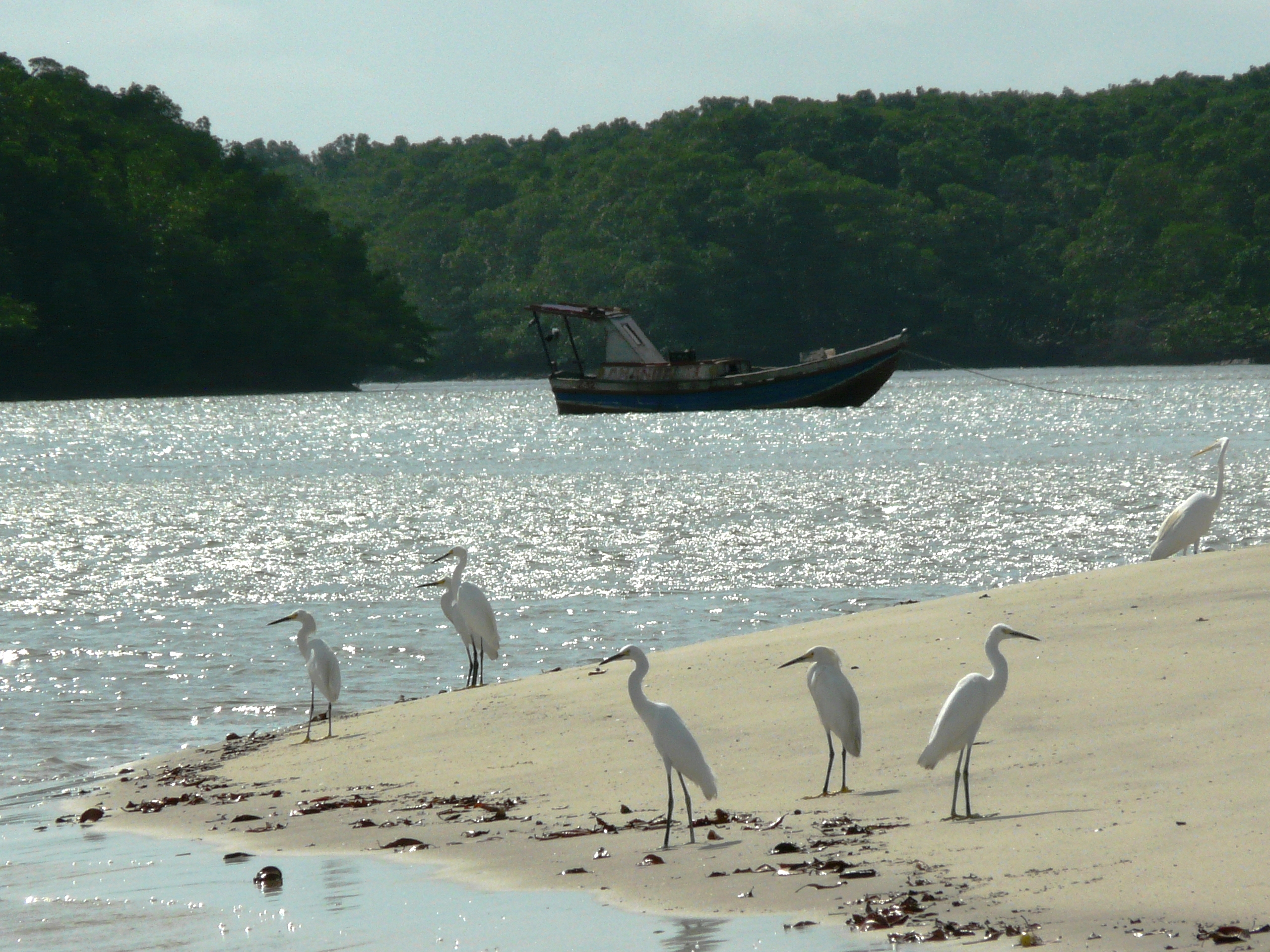
Garças descansando e aguardando a movimentação de sardinhas para a caçada.

## Cultura

### Lava-Pratos
A outra festa de destaque da cidade e nada religiosa: no primeiro fim de semana após quarta-feira de cinzas, mais de 100 mil pessoas se reúnem para assistir um desfile dos tradicionais blocos do carnaval de São Luís.
O Lava-Pratos acontece sempre no final de semana após o carnaval tradicional. O evento é considerado como sendo um dos carnavais fora de época mais antigos do país, além de encerrar oficialmente a temporada momesca no Estado.
De acordo com historiadores ribamarenses, o evento teve sua origem no ano de 1946, no então chamado “Carnaval da Vitória”, assim batizado após a vitoriosa participação do Brasil na Segunda Guerra Mundial, que terminou em 1945.
A Escola de Samba Batuqueiro Naval, de São José de Ribamar, realizou uma visita, na terça-feira de carnaval, a outras agremiações em São Luís, dentre elas a Turma da Mangueira, Turma do Quinto e Águia do Samba. As escolas retribuíram a visita no primeiro domingo da Quaresma, na sede do Batuqueiro Naval.
A partir de então, outras escolas de samba passaram a realizar a peregrinação todos os anos até São José de Ribamar, em agradecimento por terem se sagrado campeãs do desfile das escolas em São Luís, assim como outras agremiação e grupos carnavalescos da ilha, abrilhantando o evento.

### Lava-bois
O Lava-bois é um grande encontro de grupos de bumba meu boi, realizado desde a década de 1950, no primeiro final de semana do mês de julho no Parque Municipal do Folclore Therezinha Jansen, localizado na orla da cidade.

### Religião
São José de Ribamar é um santo de grande devoção do povo maranhense. Daí a profusão de Josés e Marias de Ribamar entre os maranhenses, que adotam "de Ribamar" como um segundo nome em homenagem religiosa. A festa do seu milagroso santo padroeiro é famosa e acontece durante dez dias, em data móvel do mês de setembro, sempre por ocasião da lua cheia.

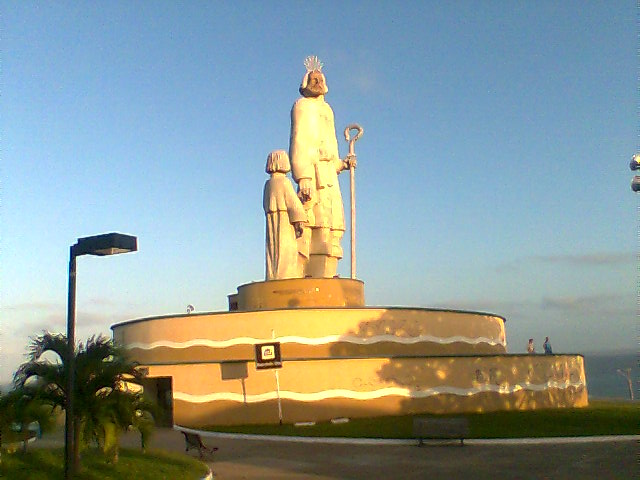
Monumento a São José de Ribamar.

Principal destino do turismo religioso do estado, cerca de 500 mil romeiros visitam Ribamar no mês setembro, quando depositam os ex-votos na Casa dos Milagres, em uma das maiores cerimônias religiosas do Maranhão, com a realização de missas, romarias, cerimônias, eventos culturais, batizados e novenas.
O Complexo do Santuário é composto por: Igreja Matriz de São José de Ribamar, Centro Pastoral, Salão Paroquial, Casa dos Milagres, Praça São José (caminho de São José), Concha Acústica, Cripta (sob a Concha), Gruta de Nossa Senhora de Lourdes, Monumento a São José (com 33 metros, uma das maiores estátuas do país) e Museu dos ex-votos.
Também é uma tradição, como sinal de fé, agradecimento e confiança muitos fiéis, ao adquirirem um veículo, encaminham-se ao Santuário para pedir bênçãos ao automóvel e aos que dele se utilizam.

### Lenda
Seu nome atual decorre da seguinte história: um navio que vinha de Lisboa para São Luís teria se desviado de sua rota e em plena Baía de São José, esteve ameaçado de naufrágio por grandes tempestades e vagalhões. Os tripulantes teriam invocado a proteção de São José, prometendo erguer-lhe uma capela na povoação ao longe avistada. Tal foi a contrição das súplicas, que imediatamente o mar acalmou-se. E todos chegaram a terra são e salvos.
Para cumprir a promessa, trouxeram de Lisboa uma imagem de São José, entronizando-a na modesta igrejinha então erguida, de frente para o mar. Quando os primeiros padres chegaram a São José de Ribamar, por volta de 1618, já encontraram imagens da Sagrada Família recebendo homenagem dos indígenas que viviam no local.
Devotos residentes na antiga Anindiba dos indígenas, atual Paço do Lumiar, entenderam que a imagem deveria ser levada para a ermida daquela povoação. Sem que ninguém percebesse, realizaram seu intento. No dia seguinte, porém, viram que a imagem ali não mais se encontrava, pois voltara, misteriosamente, à capela de origem. Repetiram a transferência e colocaram pessoas a vigiar o santo, para que ele não voltasse a Ribamar.
São José, entretanto, transformando seu cajado em luzeiro, teria descido da Igreja de Anindiba e, protegido por anjos e santos, regressou a Ribamar. E o caminho por onde ia passando o celeste cortejo, foi se enchendo de suaves rastros de luz. Somente assim compreenderam os moradores de Anindiba que o santo desejava permanecer em sua capela, de frente para o mar.
Tempos depois, quando da construção de uma nova igreja, resolveram fazê-la de frente para a entrada da cidade - intento não alcançado porque as paredes da igreja várias vezes ruíram, até que os fiéis compreenderam que ela deveria permanecer voltada para o mar.

### Culinária

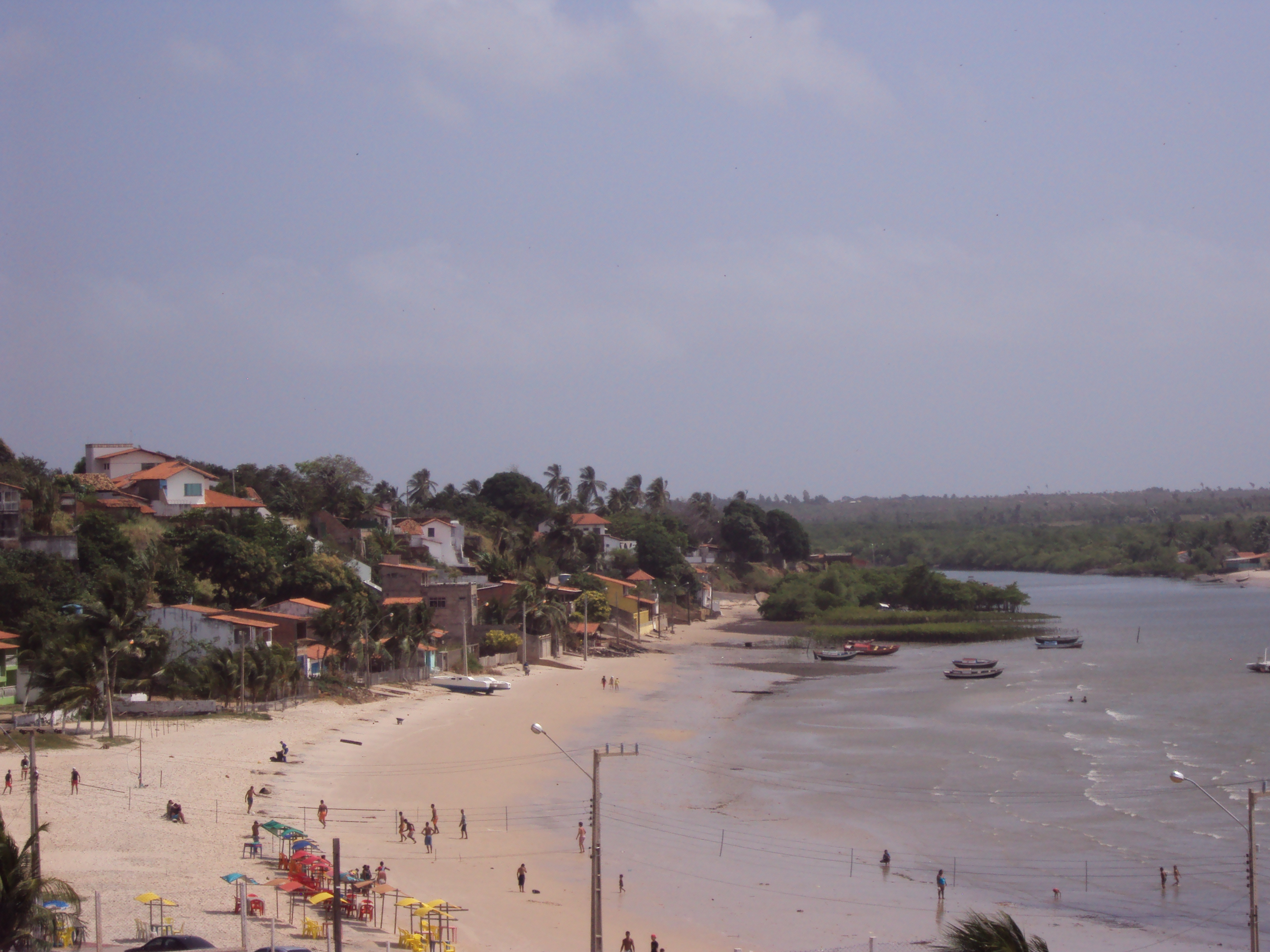
Praia em São José de Ribamar

A culinária de São José de Ribamar tem sabor bem característico à base de frutos do mar (camarão, caranguejo, ostra, sarnambi, sururu e siri) e peixes de água salgada típicos da região, tais como pescada-amarela, corvina, bagre, tainha (sajuba, pitiu, urixoca), pescadinha, sardinha, urubarana, cabeçudo, baiacu (açu e pininga), peixe-galo, palombeta, solha, tibiro, caruaçu, jurupiranga, cambéu, mero, tralhoto, solha, paru, uriacica, bandeirado, guaravira, camurupim, moreia, amor-sem-olho, gurijuba, pargo, pampo, cabeçudo, cururuca, xaréu, jiquiri, cação, arraia, peixe-prata, camorim, uritinga, pacamão, cangatã, agulhinha, peixe-serra, entre outras espécies. Mas uma das iguarias do ribamarense é o peixe-pedra, muito abundante na região. [carece de fontes?]

## Esporte

### Futebol
Além do São José de Ribamar EC, que disputa profissionalmente, a pequena cidade maranhense conta ainda com várias equipes no amadorismo, como Agremiação Esportiva São Paulo FC (Campina), América FC (Trizidela do Maioba), Ass. Luso Brasileiro FC, Avenida Esporte Clube (Cruzeiro), Duguay FC (Mata), Esporte Clube Campinense, Esporte Clube Onze Amigos (J.Câmara), Esporte Clube Ribamar (São Raimundo), Joinville FC, Santos Dumont Esporte Clube, Santos de Olho D'água, Treze de Campinas Esporte Clube e, por fim, o Verona Esporte Clube.

## Bairros
A cidade de São José de Ribamar é formada por pequenos bairros, sendo eles:
- Alvorada
- Araçagy
- Bom Jardim
- Campina
- Cohabiano
- Cohatrac V
- Cruzeiro
- Guarapiranga
- Itaguará
- J.Câmara
- J.Lima
- Jardim Araçagy
- Jardim Tropical

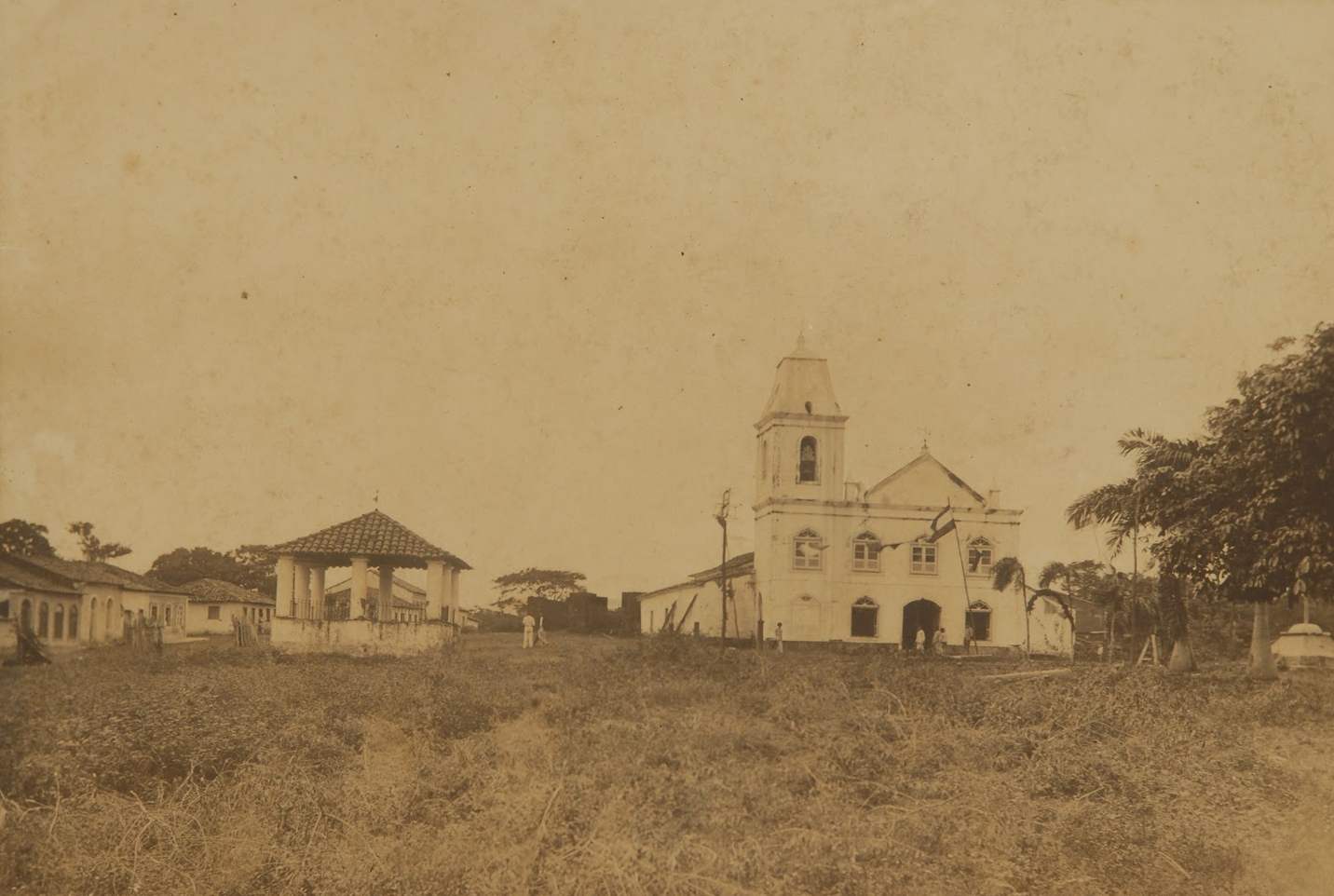
São José de Ribamar em 1908

- Jardim Turu, Alto do Turu, Recanto do Turu
- Juçatuba
- Maiobinha
- Maracajá
- Mata
- Matinha
- Miritiua
- Morada Nova I
- Morada Nova II
- Morada Nova III
- Moropóia
- Nova Terra
- Novo Cohatrac
- Outeiro
- Panaquatira
- Paraíso das Rosas
- Parque Jair
- Parque Vitória
- Piçarreira
- Pindaí
- Quinta
- Residencial Nova Aurora
- Residencial Turiuba
- Rio São João
- São Benedito
- São Francisco
- São José dos Índios
- São Judas Tadeu
- São Raimundo
- Sítio Saramanta
- Sarnambi
- Tijupá Queimado
- Trizidela da Maioba
- Vieira
- Vila Cafeteira
- Vila Dr Julinho
- Vila Flamengo
- Vila Kiola
- Vila Operária
- Vila Roseana
- Vila São Luís
- Vila Sarney Filho

## Pontos turísticos

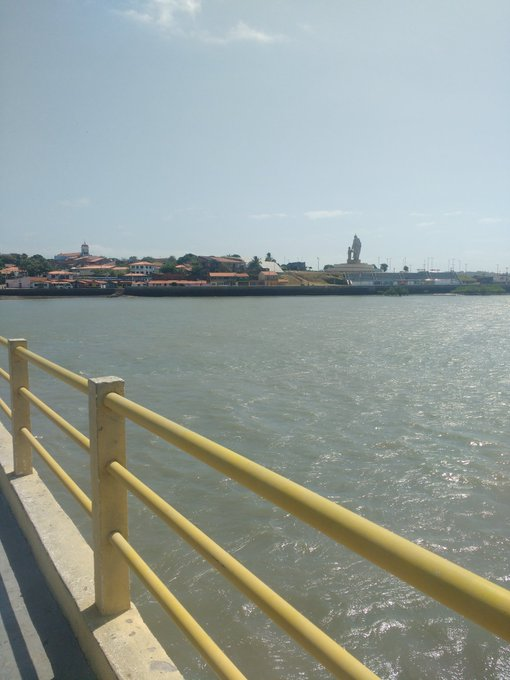
Cais de São José de Ribamar, com estátua do padroeiro ao fundo.

Os principais pontos turísticos de São José de Ribamar são:
- Monumento a São José de Ribamar
- Igreja de São José de Ribamar
- Gruta de Nossa Senhora de Lourdes
- Casa dos Milagres
- Museu dos Ex-votos
- Loja de Artesanato
- Cais de São José de Ribamar
- Poço da Saúde
- Centro de Cultura e Turismo (local de exposições mensais de variados temas)
- Balcão de Informações Turísticas (Praça da Matriz e Panaquatira)
- Mirante São José
- Parque da Cidade
- Praias do  Meio, Guarapiranga, Araçagi, Panaquatira, Ponta Verde, Jararaí, Juçatuba, Caúra e Boa Viagem

## Galeria

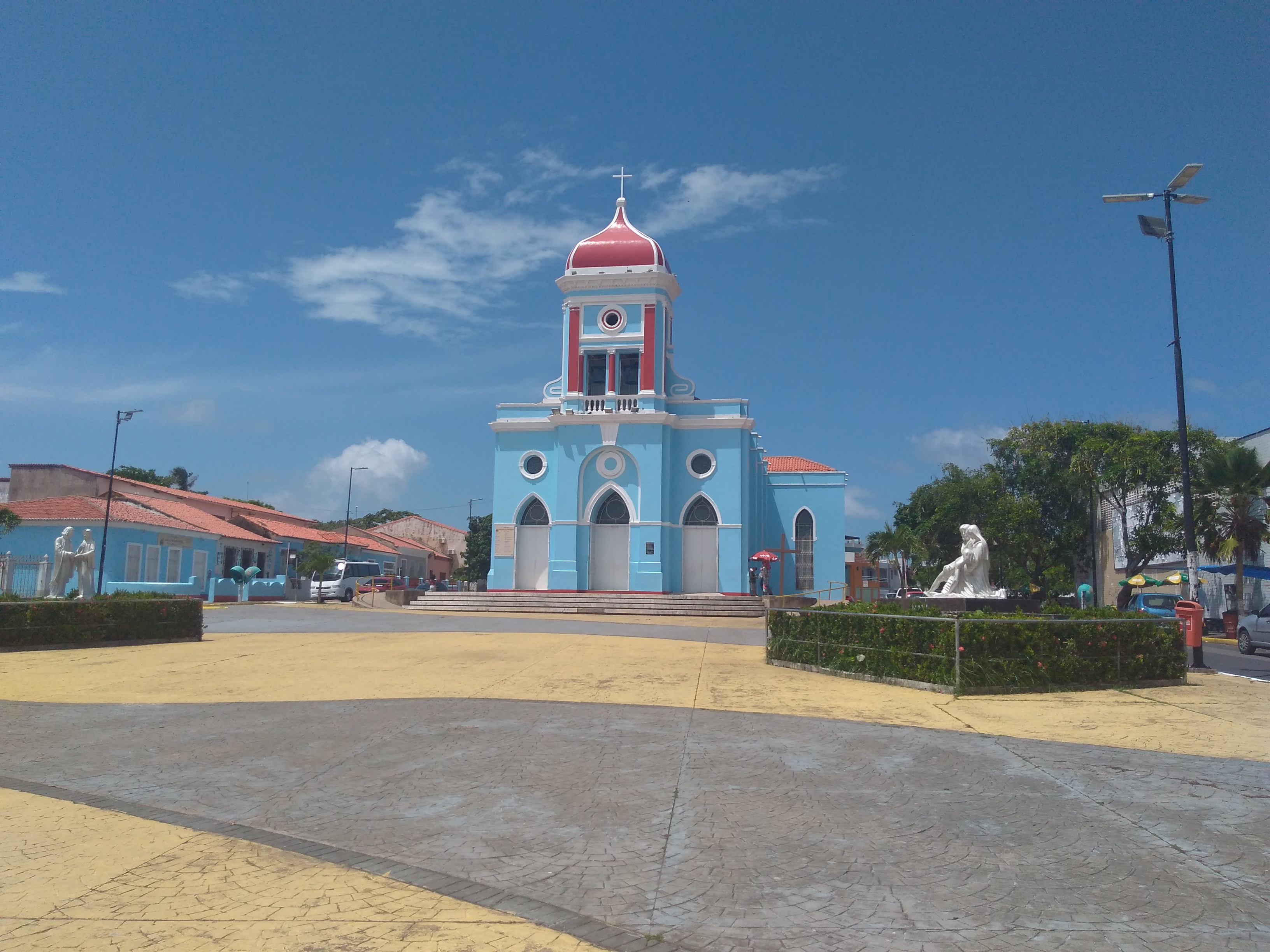
Igreja de São José de Ribamar
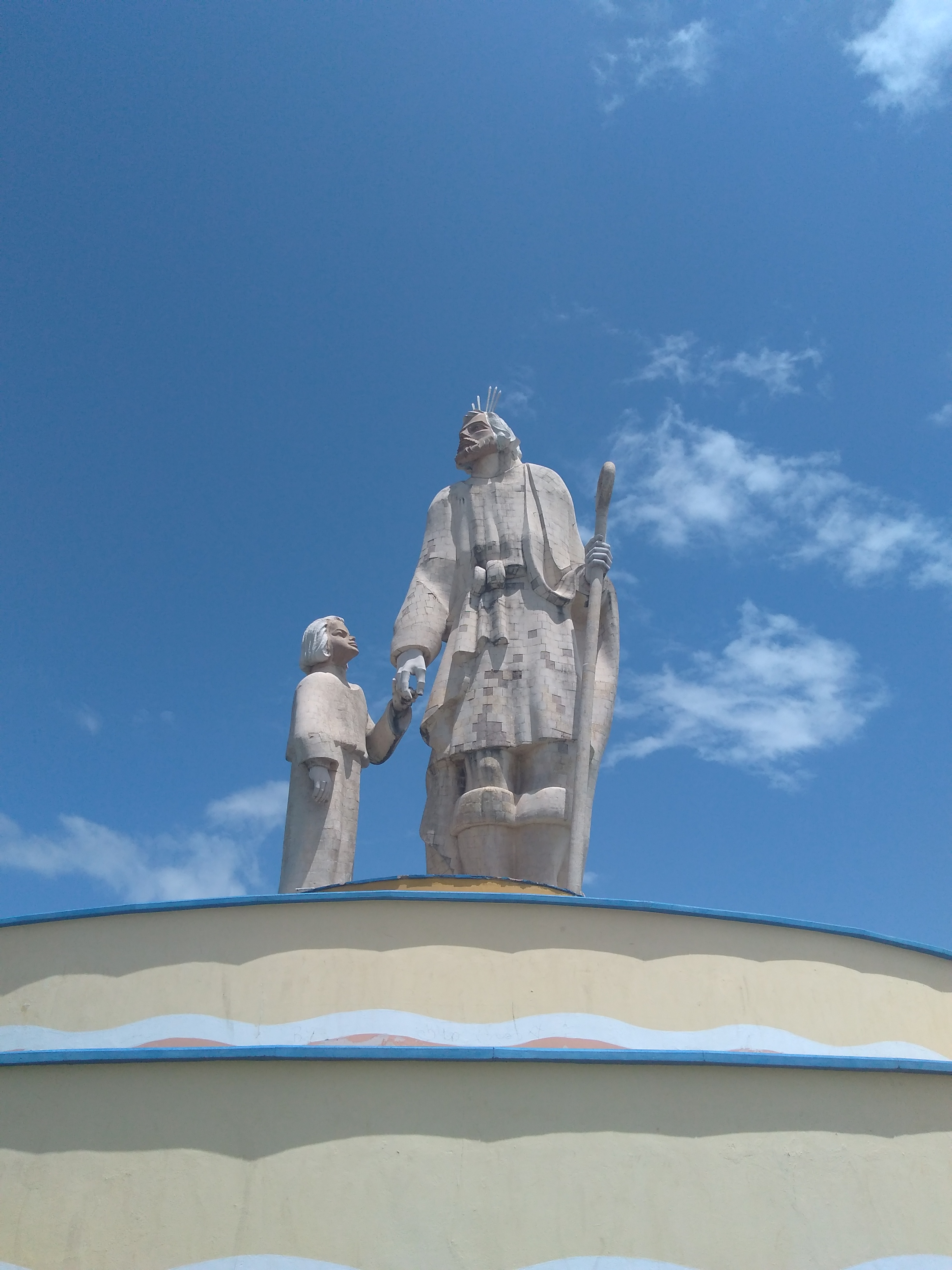
Monumento a São José de Ribamar
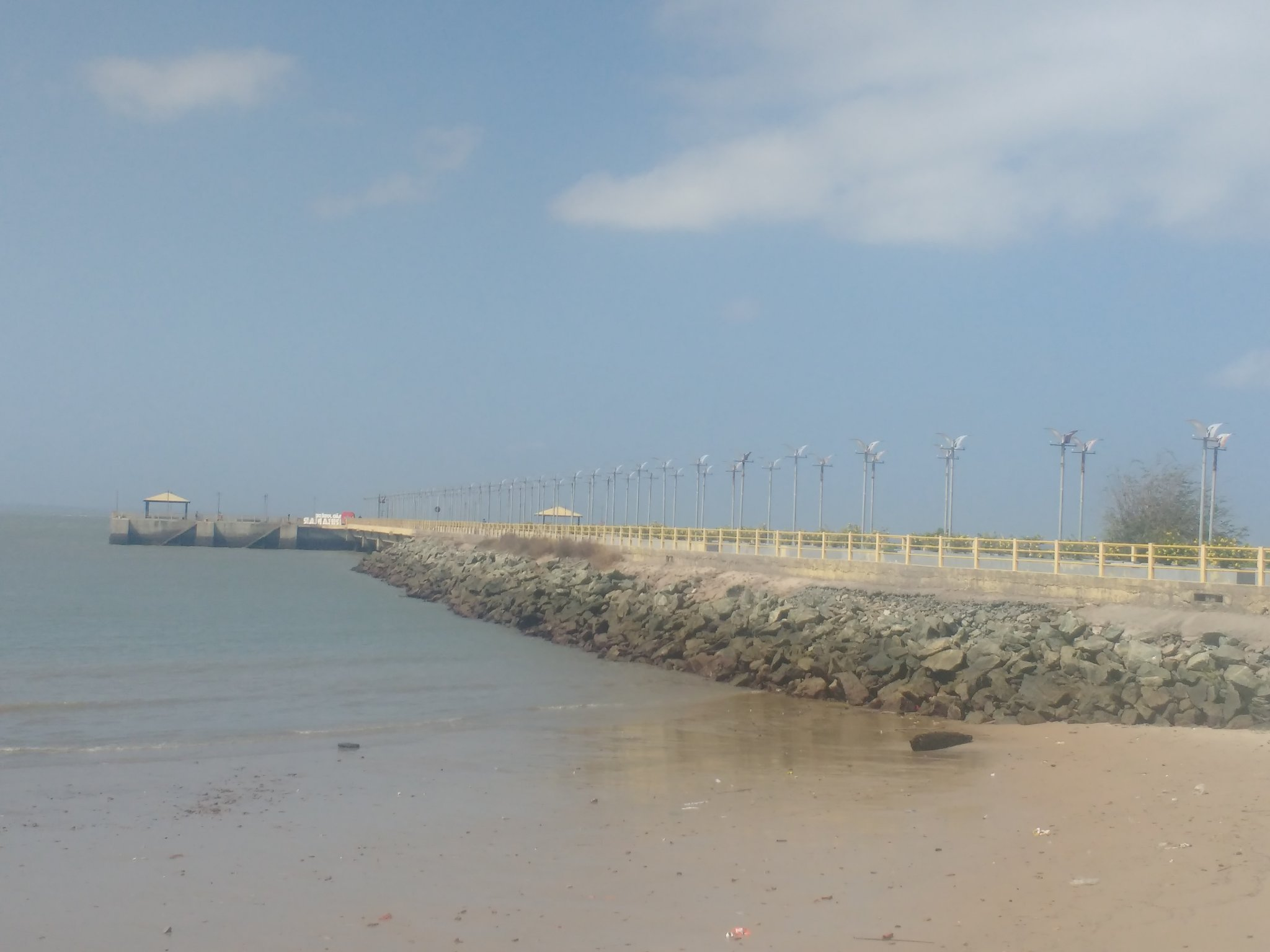
Cais de São José de Ribamar
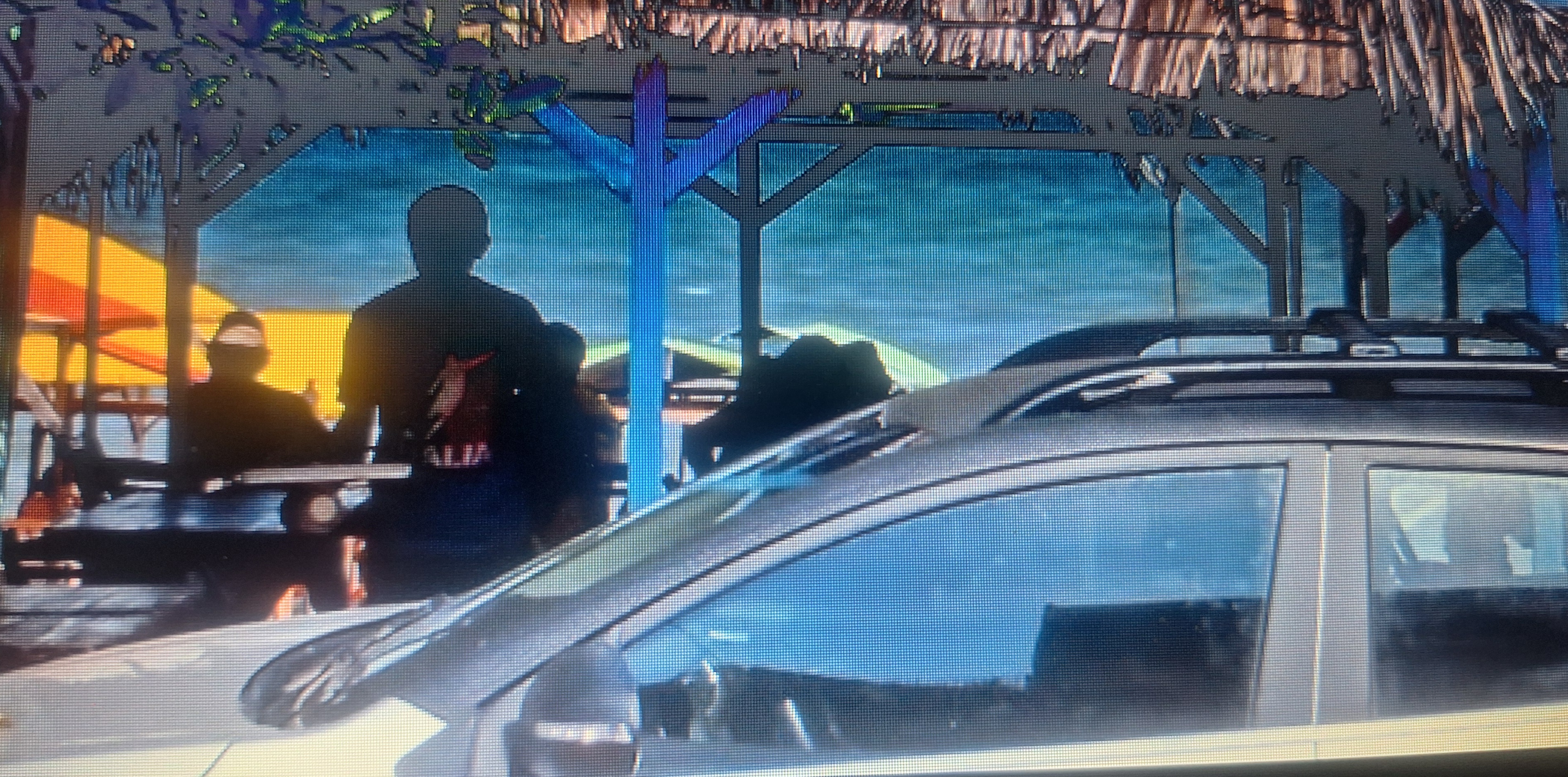
Praia de Banho, São José de Ribamar
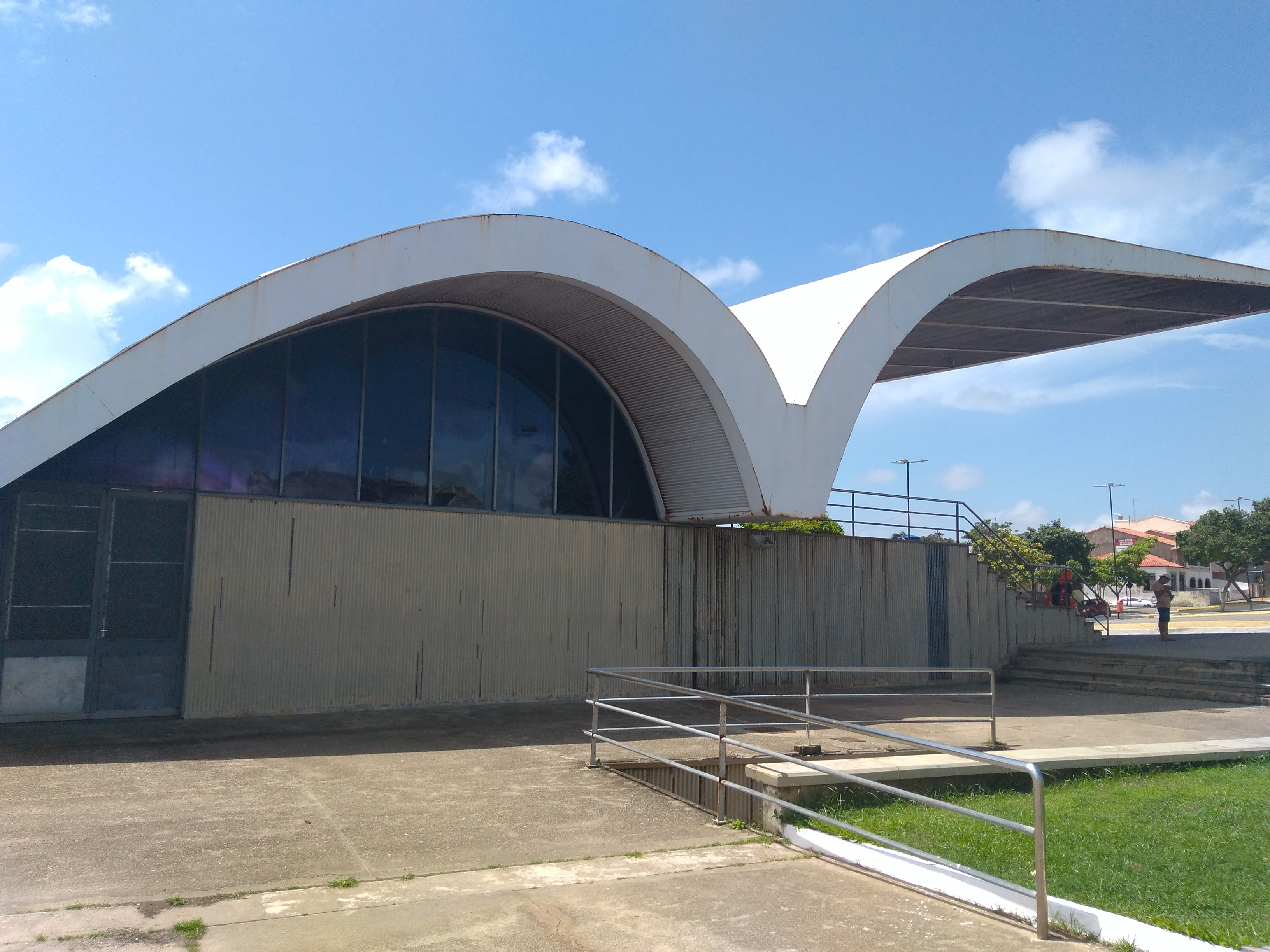
Concha Acústica
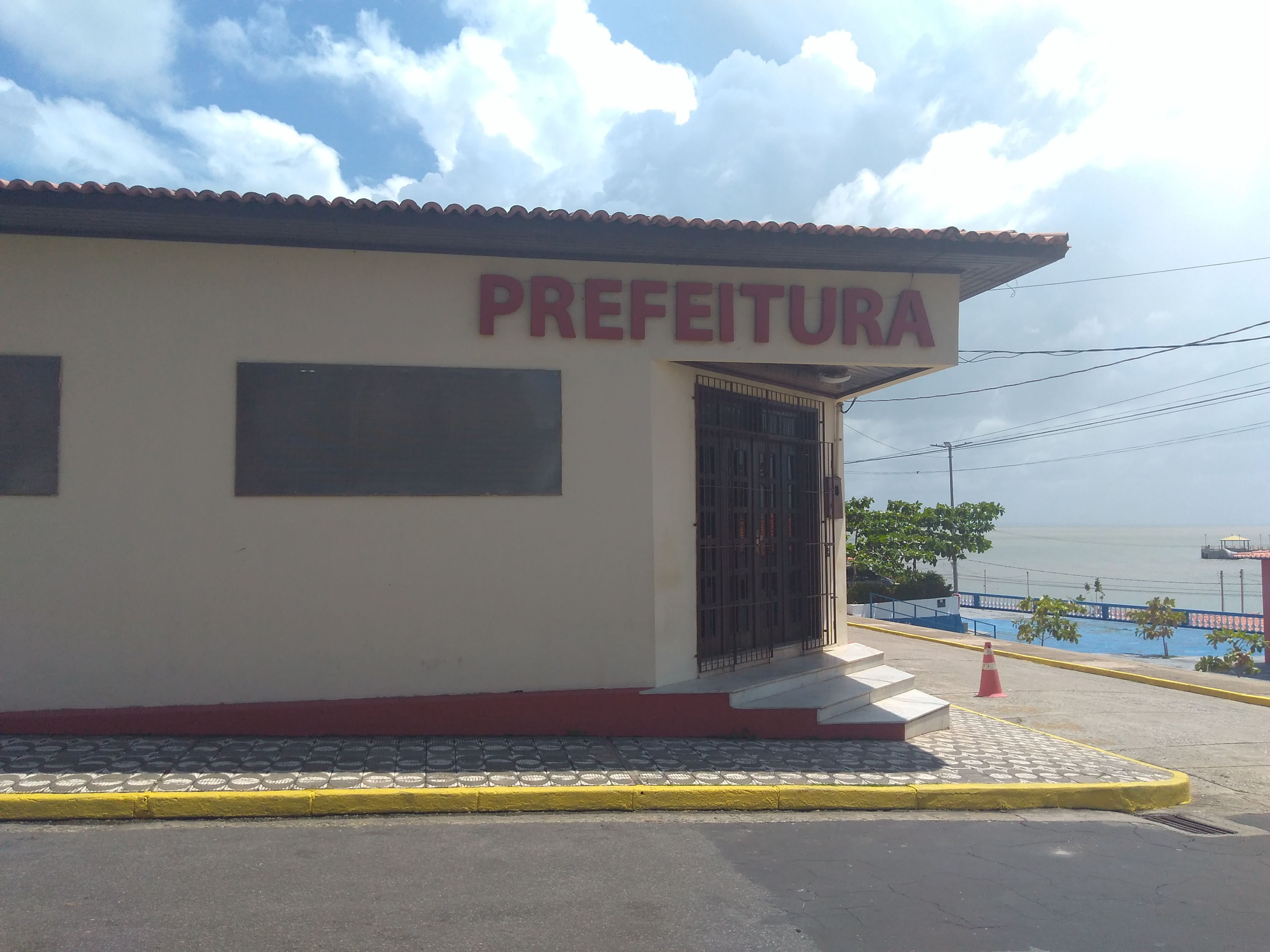
Prefeitura de São José de Ribamar
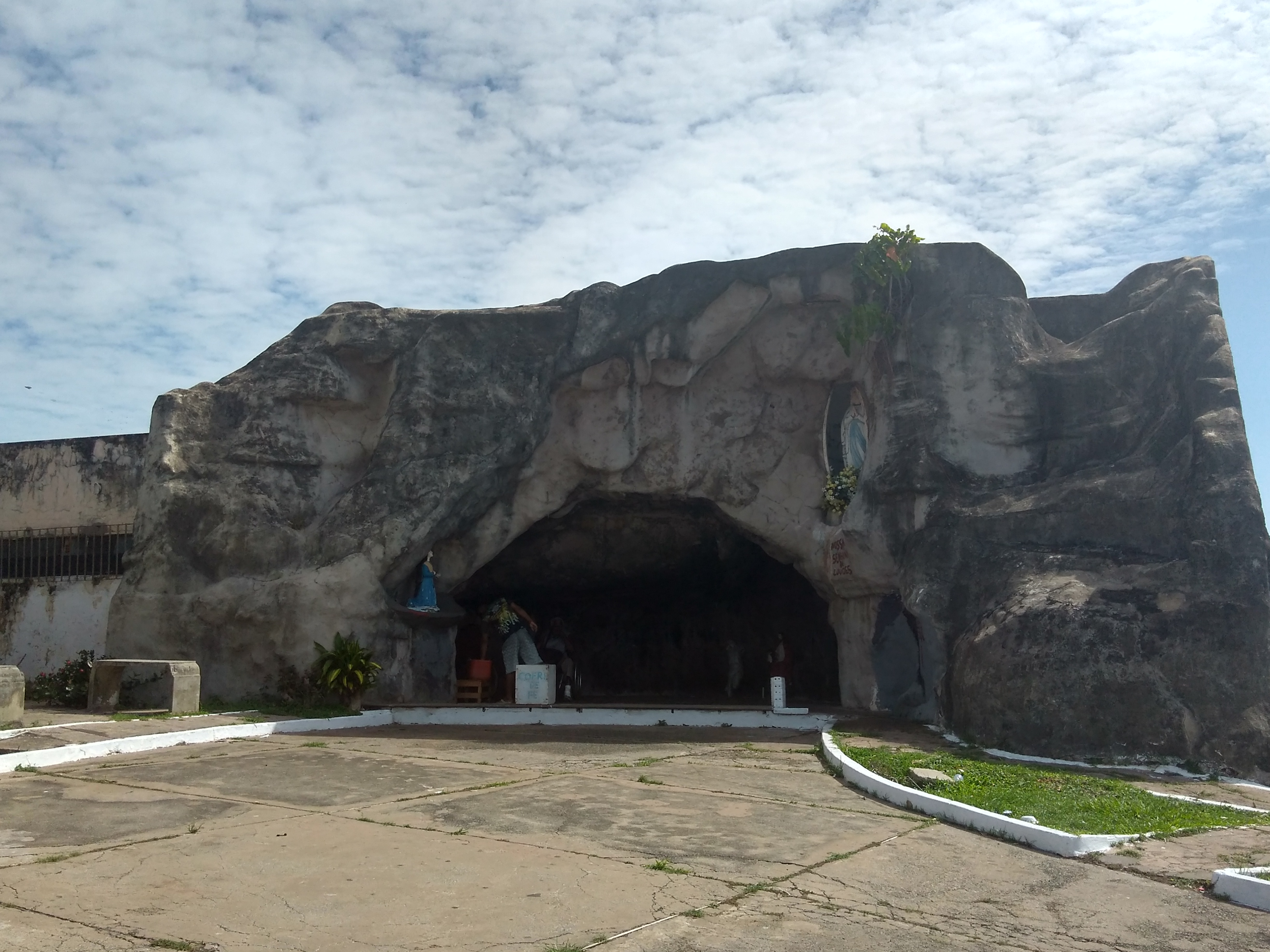
Gruta de Lourdes
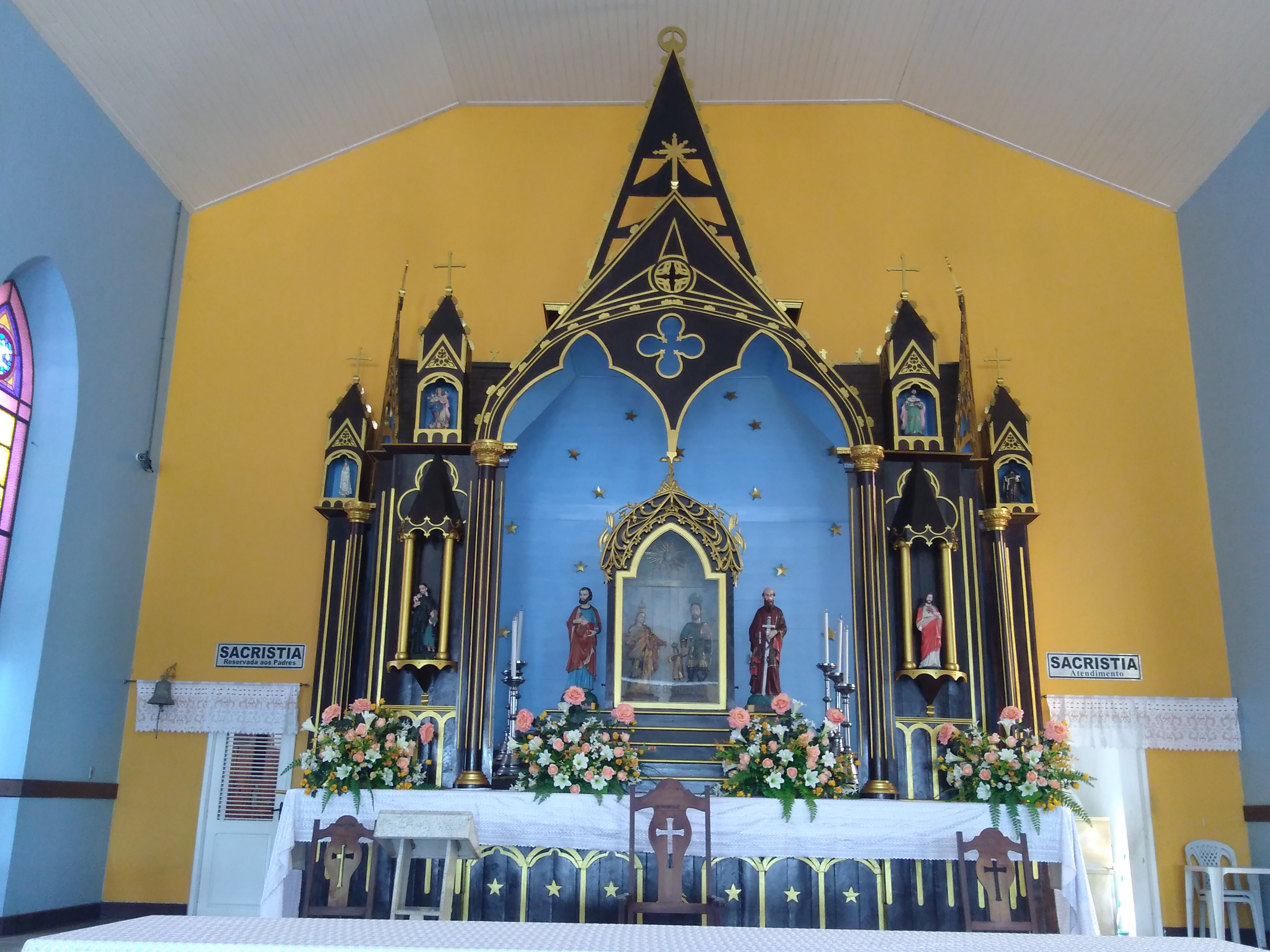
Interior da Igreja de São José de Ribamar
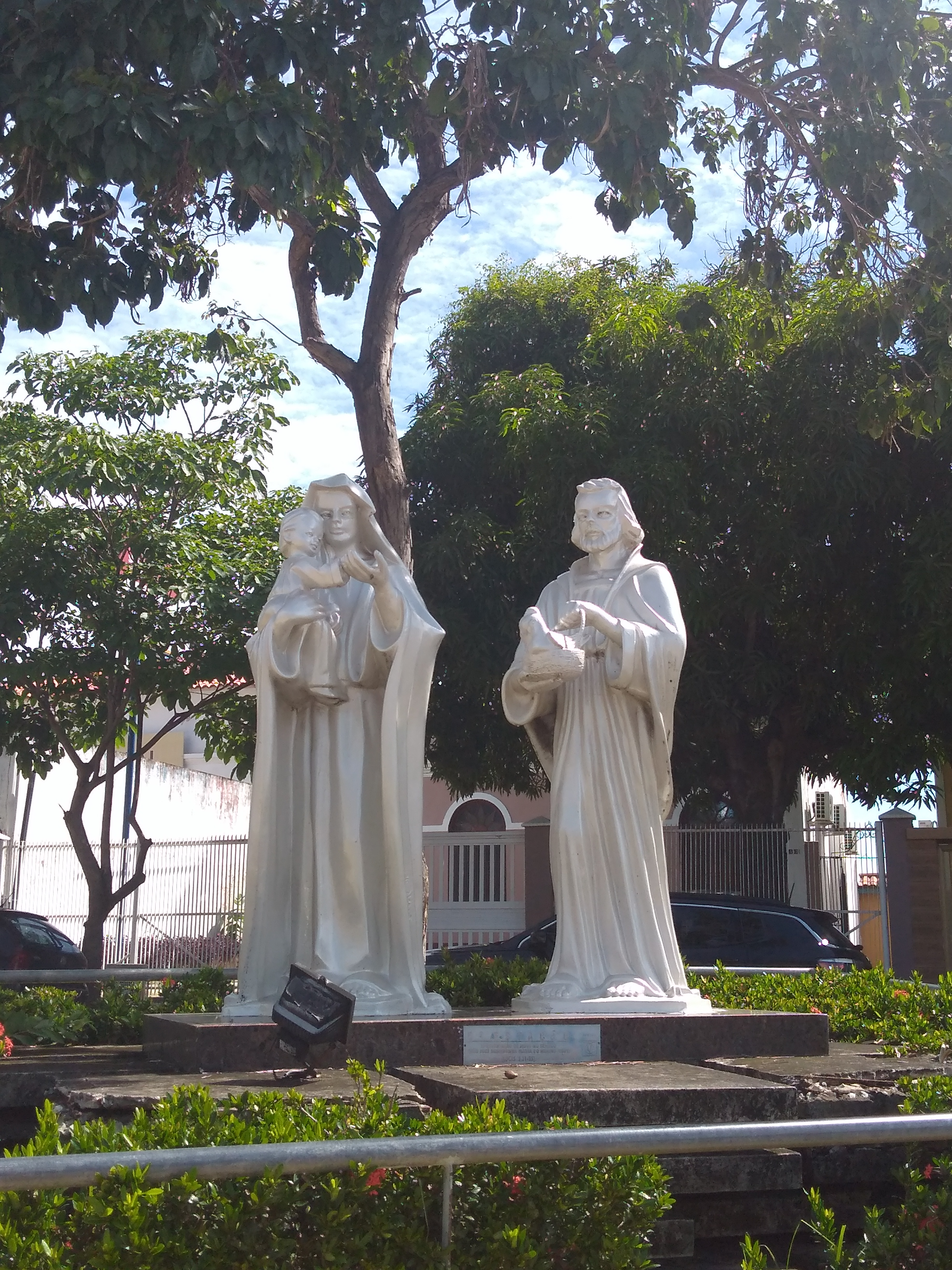
Primeira Estação (Caminho de São José de Ribamar)
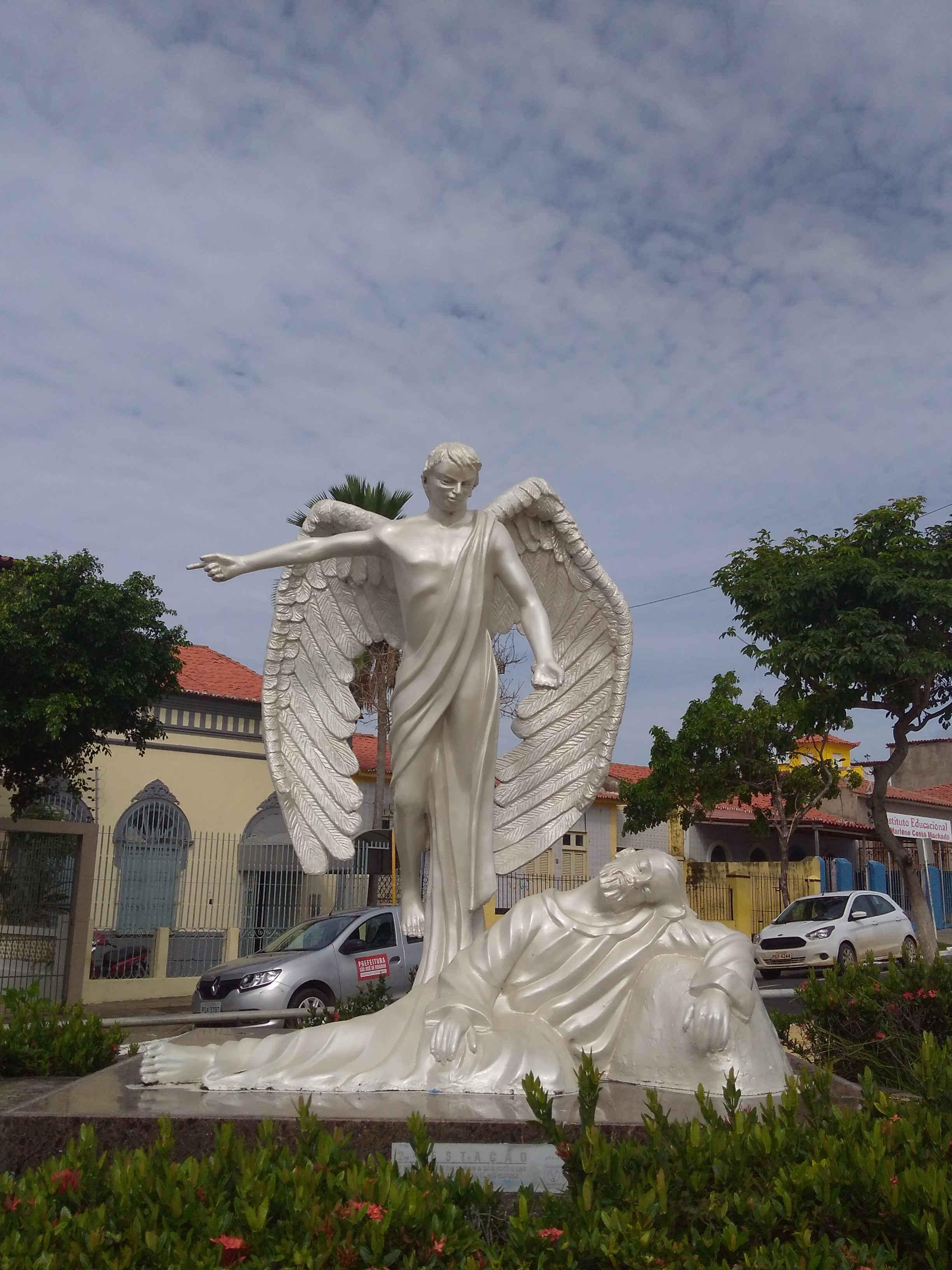
Segunda Estação (Caminho de São José de Ribamar)
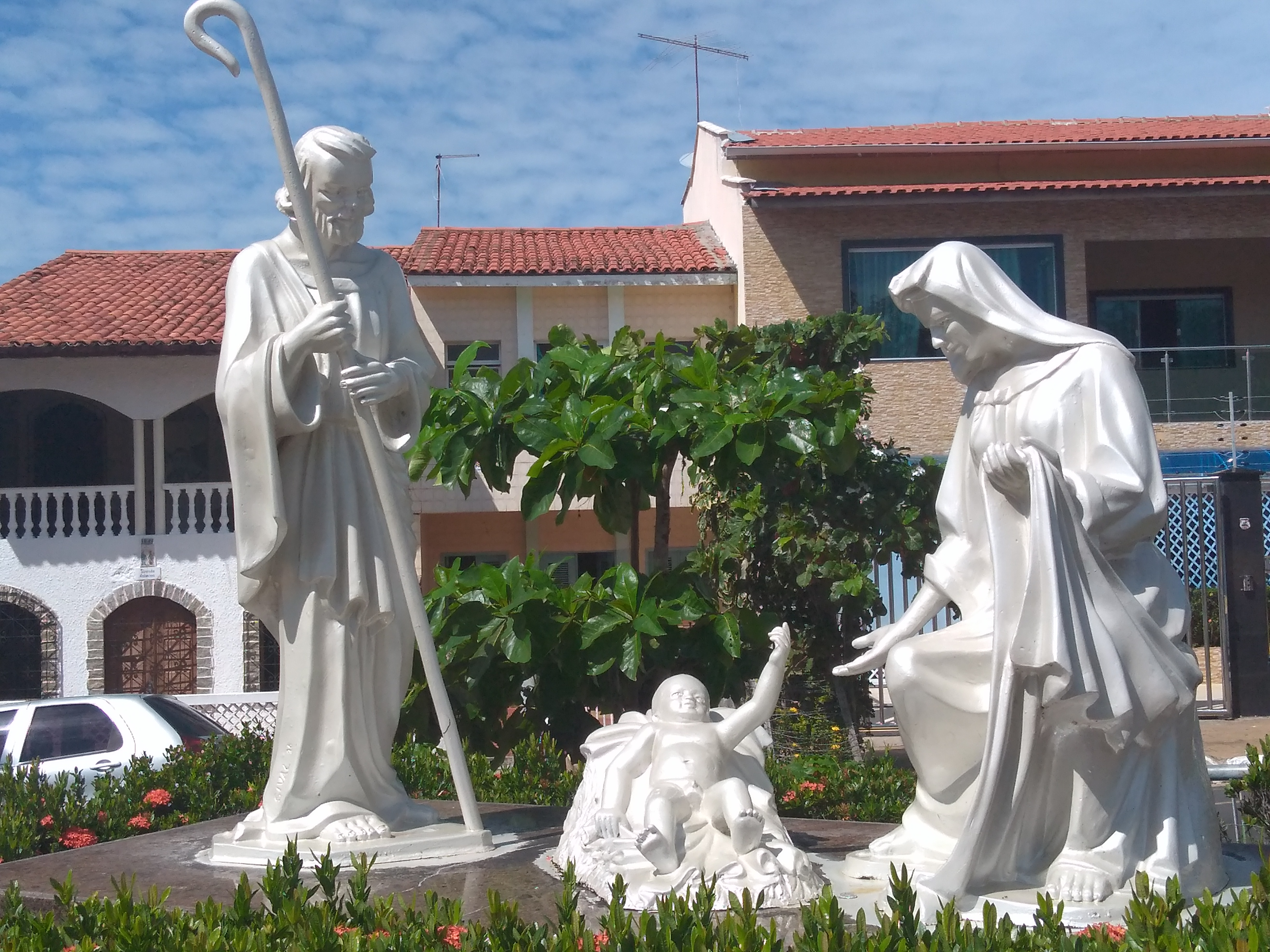
Terceira Estação (Caminho de São José de Ribamar)
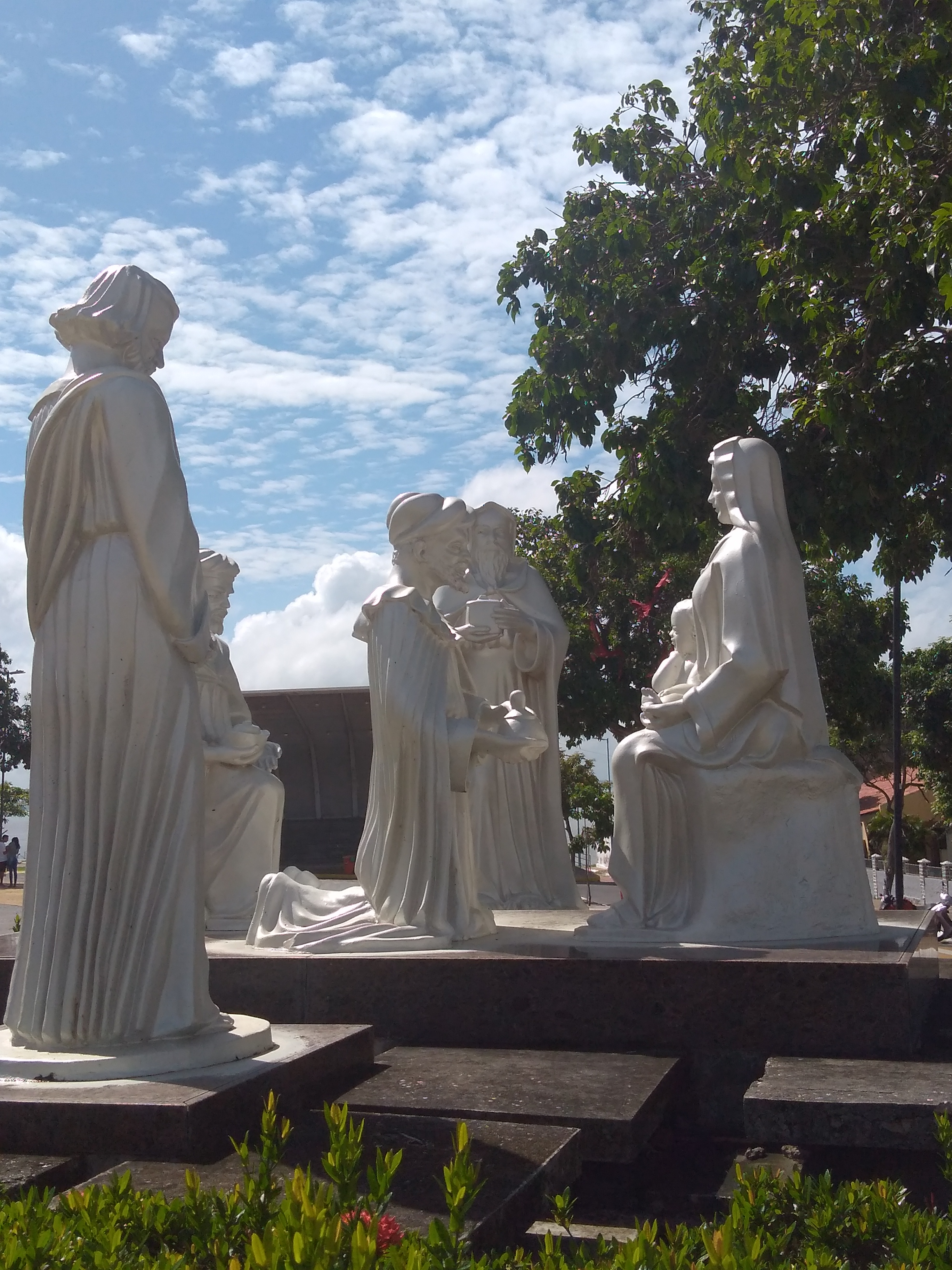
Quarta Estação (Caminho de São José de Ribamar)
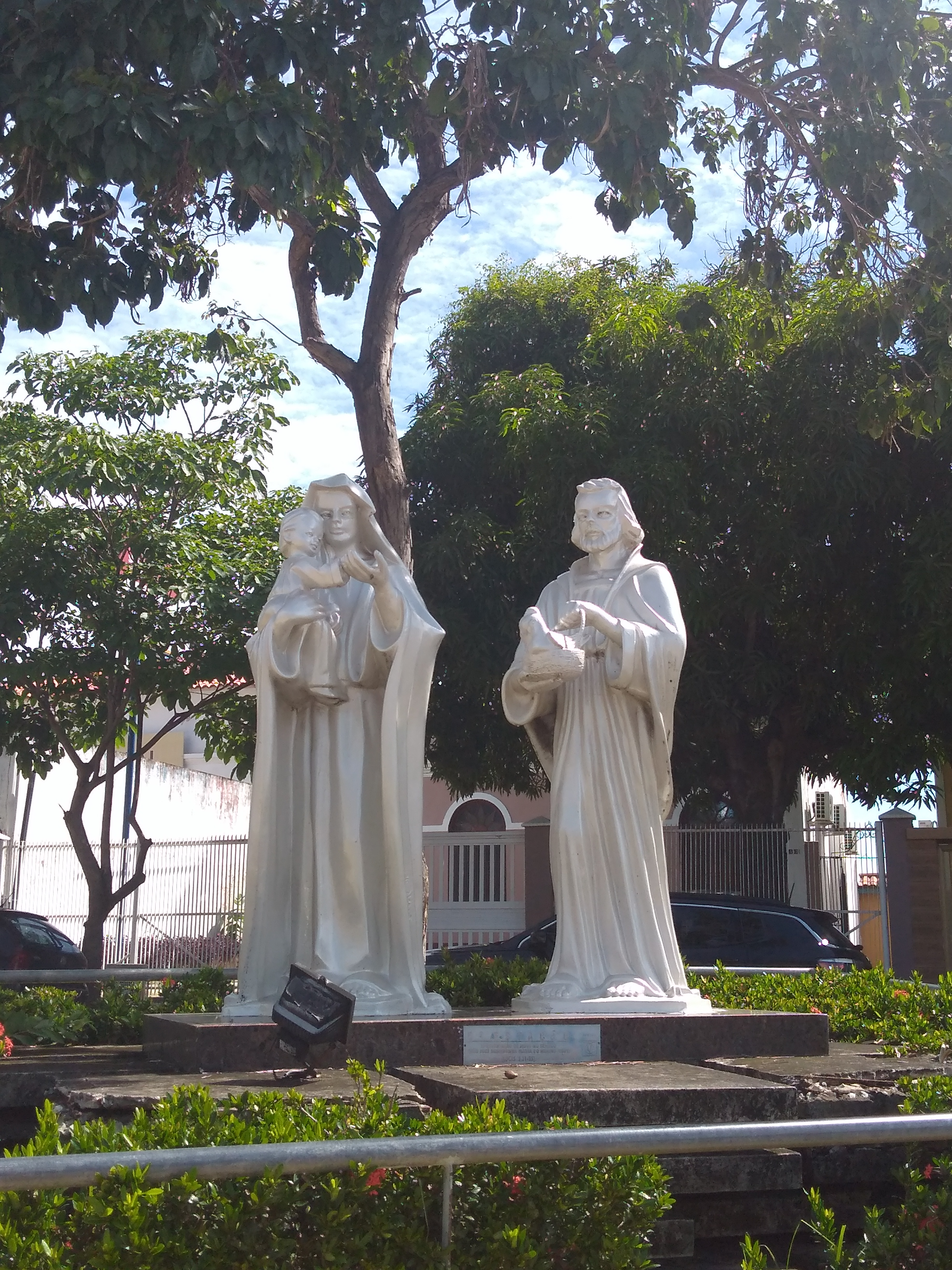
Quinta Estação (Caminho de São José de Ribamar)
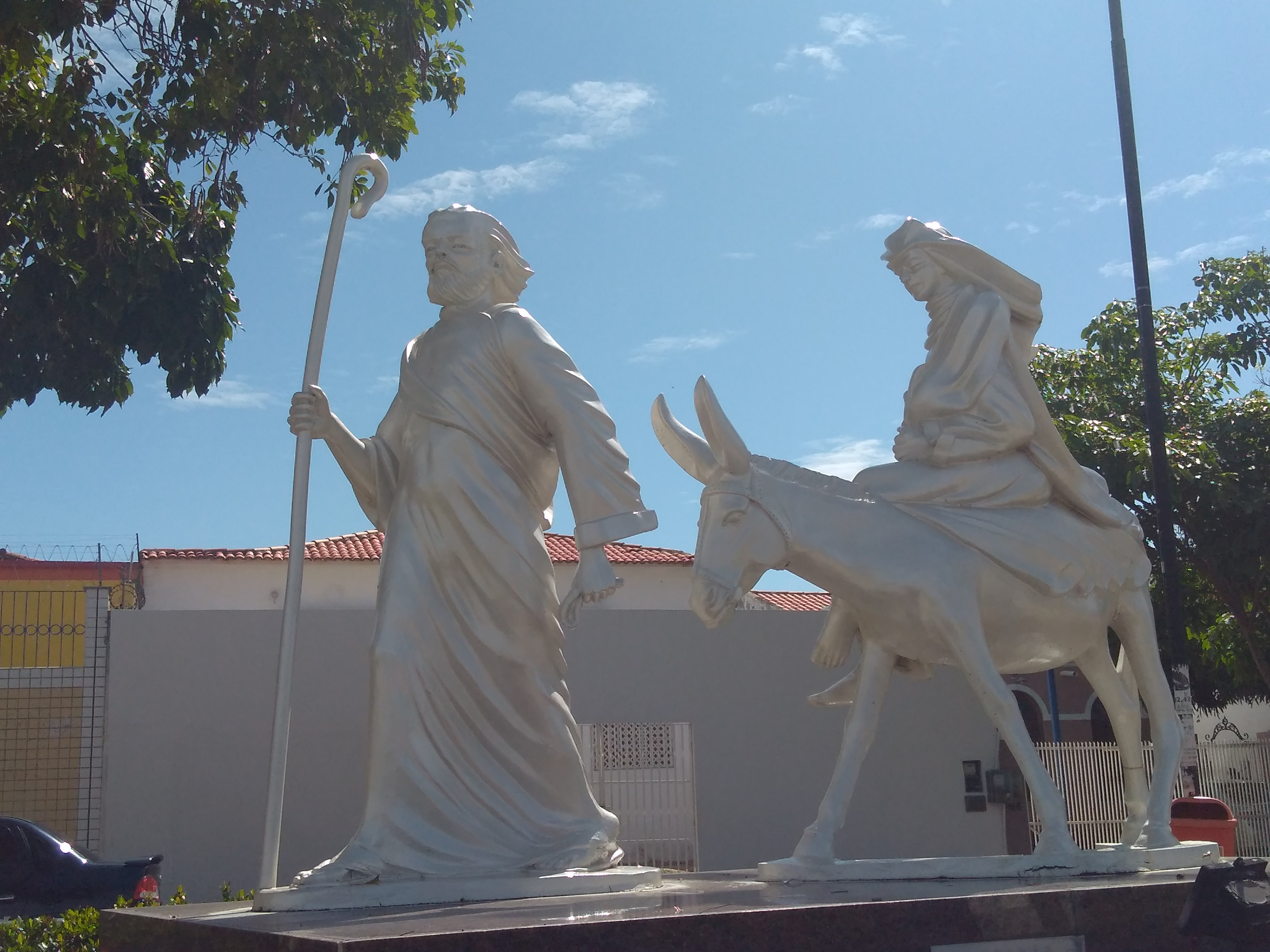
Sexta Estação (Caminho de São José de Ribamar)
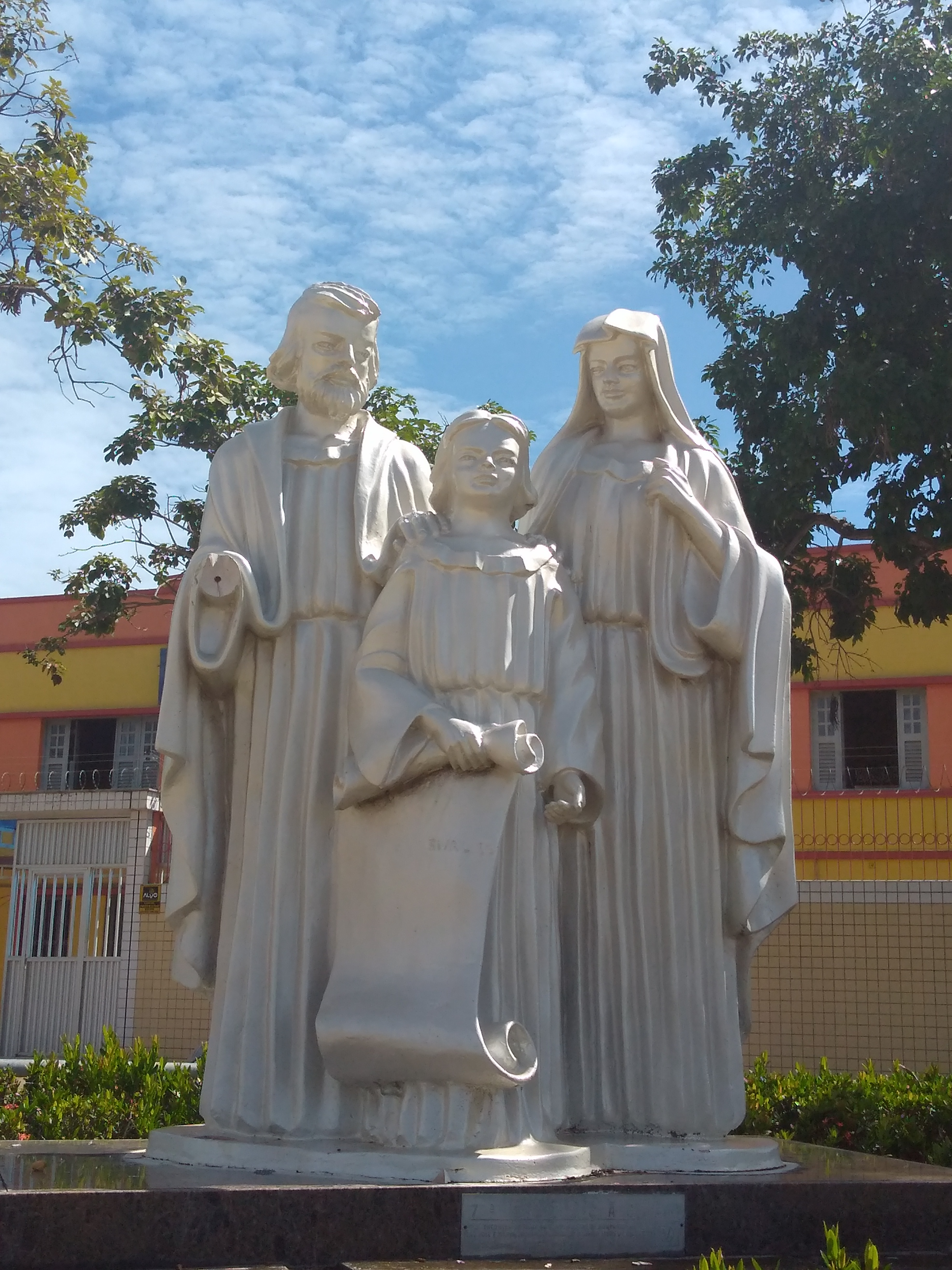
Sétima Estação (Caminho de São José de Ribamar)
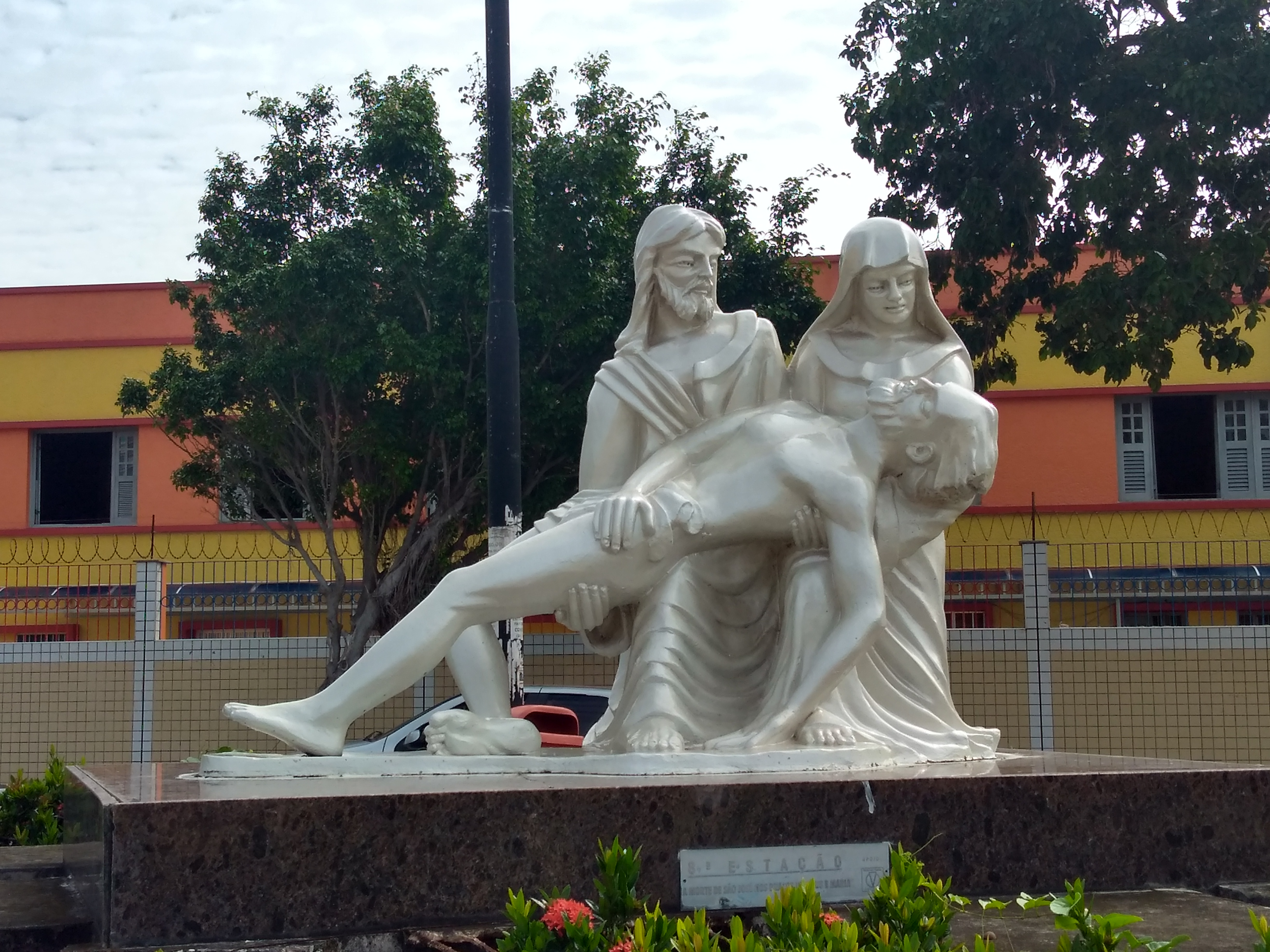
Oitava Estação (Caminho de São José de Ribamar)
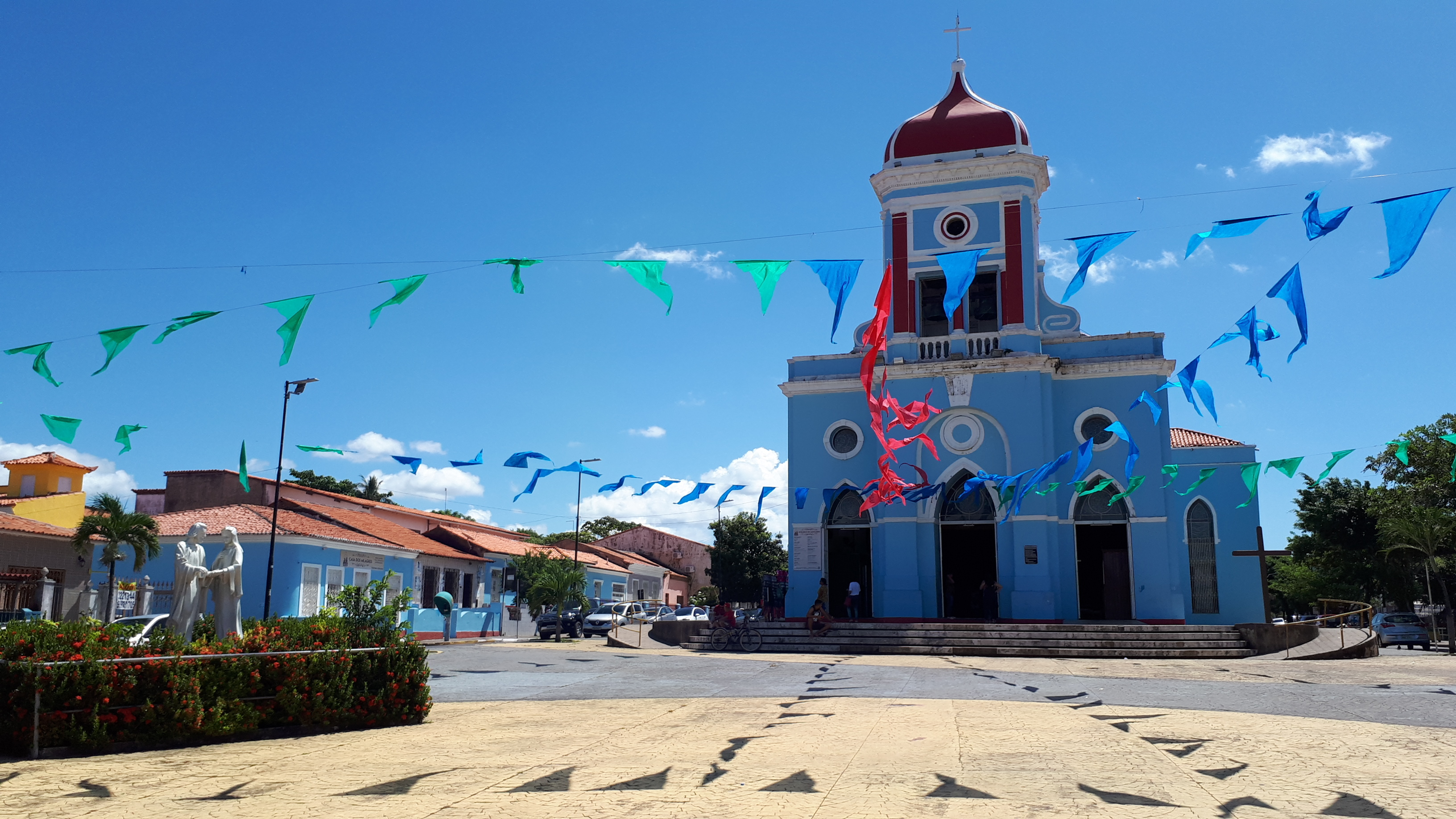
Praça da Matriz